# Birkir Bjarnason
Birkir Bjarnason (født d. 27. maj 1988), er en islandsk professionel fodboldspiller, som spiller for den Italienske klub Brescia og det islandske landshold.

## Klubkarriere

### Viking
Efter at have spillet i hjemlandet som ungdomsspiller, startede Bjarnason sin seniorkarriere i Norge hos Viking Stavanger. Her spillede han de følgende seks sæsoner, og nåede mere end 100 Tippeliga-kampe.

### Standard Liége
Bjarnason skiftede i 2012 til Standard Liége.

### Pescara og Sampdoria
Bjarnason var kun i den belgiske liga i et halvt år, inden han de følgende år spillede i Italien for Pescara og Sampdoria.

### FC Basel
I sommeren 2015 skiftede han til det schweiziske mesterhold FC Basel. Han debuterede for holdet 25. juli samme år i en ligakamp mod Grasshoppers. I sin første sæson i klubben var han med til at vinde det schweiziske mesterskab.

### Aston Villa
I januar 2017 skiftede Bjarnason til Aston Villa i England.

### Al-Arabi og Brescia
Bjarnason skiftede kortvarigt til Al-Arabi SC i Qatar i oktober 2019. 
Han vendte tilbage til Italien i januar 2020, da han skiftede til Brescia.

### Adana Demirspor
Bjarnason skiftede til Adana Demirspor i august 2021.

## Landshold

### Ungdomslandhold
Bjarnason har repræsenteret Island på flere ungdomsniveauer.

### Seniorlandshold
Bjarnson debuterede for seniorlandsholdet den 29. maj 2010, i en venskabskamp mod Andorra.
Han blev udtaget til den islandske trup til EM 2016 i Frankrig, og skrev historie ved at score det første islandske slutrunde-mål nogensinde, da han den 14. juni udlignede til 1-1 i holdets åbningskamp mod de senere europamestre fra Portugal. To år senere var han også en del af holdet til VM 2018 i Rusland.
Bjarnason spillede den 14. november 2021 sin landskamp nummer 105, og blev dermed spilleren med flest landskampe for Island nogensinde.